# Die Bibliothek des Morgenlandes
Die Bibliothek des Morgenlandes ist eine orientalistische Buchreihe, die in Zürich u. a. im Artemis Verlag erschien. Bedeutende Fachgelehrte haben an ihr mitgewirkt. Ihr erster Band, Der Islam im Mittelalter, erschien 1963 und wurde von Gustav Edmund von Grunebaum verfasst.

## Übersicht
- Der Islam im Mittelalter / Gustav Edmund von Grunebaum 1963
- Der Islam in seiner klassischen Epoche : 622 – 1258 / Gustav Edmund von Grunebaum 1966
- Das Fortleben der Antike im Islam / Franz Rosenthal 1965
- Arabische Geisteswelt : ausgewählte und übersetzte Texte / ʿAmr Ibn-Baḥr al-Gāḥiẓ / Charles Pellat 1967
- Arabische Literaturgeschichte / Hamilton A. R. Gibb 1968
- Geschichte der Mongolen : nach östlichen und europäischen Zeugnissen des 13. und 14. Jahrhunderts / Bertold Spuler 1968
- Islamische Geschichte Spaniens : Übersetzung der Aʿmāl al-aʿlām und ergänzender Texte / Lisān-ad-Dīn Abū-ʿAbdallāh Muḥammad Ibn-ʿAbdallāh Ibn-al-Ḫaṭīb / Wilhelm Hoenerbach 1970
- Die Kunst vernünftig zu leben : disciplina clericalis / Petrus Alfonsi 1970
- Koran und Koranexegese / Helmut Gätje 1971
- Die Kreuzzüge aus arabischer Sicht / Francesco Gabrieli 1973
- Kulturgeographische Grundlagen der islamischen Geschichte / Xavier de Planhol 1975
- Arabische Wirtschaftsgeschichte / ʿAbd-al-ʿAzīz ad-Dūrī / Jürgen Jacobi 1979
- Zünfte und Bruderschaften im Islam : Texte zur Geschichte der Futuwwa / Franz Taeschner 1979
- Staat und Glaubensgemeinschaft im Islam : Geschichte der politischen Ordnungsvorstellungen der Muslime / Tilman Nagel 1981
  - Band 1: Von den Anfängen bis ins 13. Jahrhundert
  - Band 2: Vom Spätmittelalter bis zur Neuzeit
- Der Islam von den Anfängen bis zur Eroberung von Konstantinopel / Bernard Lewis 1981
  - Band 1: Die politischen Ereignisse und die Kriegführung 1981
  - Band 2: Religion und Gesellschaft 1982
- Die islamische Gnosis : die extreme Schia und die ʿAlawiten / Heinz Halm. 1982
- Bonaparte in Ägypten : aus der Chronik des ʿAbdarraḥmān al-Ǧabartī <1754–1829> / ʿAbd-ar-Raḥmān Ibn-Ḥasan Al-Ğabartī / Arnold Hottinger 1983
- Die spanisch-arabische Kultur in Orient und Okzident / Juan Vernet 1984